# Silviu Ploeșteanu
Silviu Ploeșteanu (* 28. Januar 1913 in Craiova, Kreis Dolj; † 13. April 1969) war ein rumänischer Fußballspieler und -trainer. Er bestritt 169 Spiele in der höchsten rumänischen Fußballliga, der Divizia A.

## Karriere als Spieler
Ploeșteanu begann seine Karriere im Jahr 1930 bei UDR Reșița und gewann gleich im ersten Jahr die rumänische Meisterschaft. Im Folgejahr erreichte er erneut das Finale, wo seine Mannschaft aber Venus Bukarest unterlag.
Trotz dieser Erfolge gehörte UDR nicht zu den Gründungsmitgliedern der rumänischen Profiliga Divizia A, so dass Ploeșteanu sich im Jahr 1932 Universitatea Cluj anschloss. Nach der Vizemeisterschaft 1932/33 konnte er mit „U Cluj“ nicht mehr an frühere Erfolge anknüpfen und wechselte im Jahr 1937 zu Venus Bukarest, einem der besten rumänischen Vereine der 1930er-Jahre. Mit Venus wurde Ploeșteanu in den Jahren 1938 und 1939 rumänischer Meister. Die Dominanz wurde dann durch den Ausbruch des Zweiten Weltkrieges und der damit verbundenen Unterbrechung des Spielbetriebes im Jahr 1941 jäh beendet. Nach Kriegsende beendete er im Jahr 1946 seine Karriere, die er für ein Jahr (1948/49) als Spielertrainer von UA Brașov wieder aufleben ließ.

## Nationalmannschaft
Ploeșteanu bestritt zwischen 1937 und 1941 elf Spiele für die rumänische Fußballnationalmannschaft und erzielte dabei ein Tor. Sein Debüt hatte er am 8. Juli 1937 gegen Litauen.

## Karriere als Trainer
Nach dem Ende seiner aktiven Laufbahn war Ploeșteanu zunächst in der Saison 1948/49 als Spielertrainer von UA Brașov (später Steagul Roșu Brașov), konzentrierte sich danach aber ganz auf seine Aufgabe an der Seitenlinie. In Brașov gelang ihm im Jahr 1956 der Aufstieg in die Divizia A. In der Saison 1959/60 schaffte er mit der Vizemeisterschaft hinter CCA Bukarest den größten Erfolg der Vereinsgeschichte.
Durch die Erfolge im Verein wurde der rumänische Fußballverband auf Ploeșteanu aufmerksam und verpflichtete ihn im Jahr 1962 als Nationaltrainer. Am 23. Dezember 1962 saß er im Länderspiel gegen Marokko zum ersten Mal auf der Bank. Ploeșteanu betreute Rumänien in 18 Spielen, von denen elf gewonnen werden konnte. Ihm gelang die Qualifikation für die Olympischen Spiele 1964 in Tokio, wo Rumänien mit Platz 5 die beste Platzierung bei einer weltweiten Meisterschaft erringen konnte. Nach dem Turnier wurde er von Ilie Oană abgelöst.
Ploeșteanu kehrte zu Steagul Roșu zurück und trainierte den Verein bis März 1968, als er angesichts des bevorstehenden Abstiegs entlassen wurde. Von 1968 bis zu seinem Tod ein Jahr später betreute er Tractorul Brașov in der Divizia C.

## Erfolge

### Als Spieler
- Rumänischer Meister: 1931, 1938, 1939
- Rumänischer Vizemeister: 1932, 1933, 1937

### Als Trainer
- Teilnehmer an Olympischen Spielen: 1964
- Balkanpokal: 1961
- Rumänischer Vizemeister: 1960
- Aufstieg in die Divizia A: 1956

## Sonstiges
Das Stadionul Tineretului in Brașov war früher nach Silviu Ploeșteanu benannt.